# Comuna Șîbîrînivka, Cernihiv
Șîbîrînivka (în ucraineană Шибиринівка) este o comună în raionul Cernihiv, regiunea Cernihiv, Ucraina, formată din satele Antonovîci, Moskali și Șîbîrînivka (reședința).

## Demografie
Componența lingvistică a comunei Șîbîrînivka
     Ucraineană (98,5%)
     Alte limbi (1,5%)
Conform recensământului din 2001, majoritatea populației comunei Șîbîrînivka era vorbitoare de ucraineană (98,5%), existând în minoritate și vorbitori de alte limbi.